# باول غيبونز (رجل أعمال)
باول غيبونز (بالإنجليزية: Paul Gibbons)‏ هو شخصية أعمال بريطاني، ولد في 4 مايو 1947 في ريدنغ في المملكة المتحدة.